# Никулин, Юрий Вениаминович
Ю́рий Вениами́нович Нику́лин (при рождении Олькеницкий; 25 июля (7 августа) 1907, Одесса — 17 марта 1958, Москва) — советский драматург. Отец актёра Валентина Никулина, брат писателя Льва Никулина и актёров Тамары Шэйн и Константина Шэйна.

## Биография
Родился 7 августа 1907 года в Одессе, в семье крещёного в лютеранство еврея, актёра Вениамина Ивановича Никулина (настоящая фамилия Олькеницкий, 1866—1953). Учился в Высшем литературно-художественном институте имени В. Я. Брюсова. Дебютировал в печати в 1925 году. В 1933—1938 годах был женат на пианистке Евгении Наумовне Брук (1909—1982).
Юрий Никулин — автор пьес «Люди в кожаных шлемах» (1925), «Магистраль» (с А. Крейном, 1931), «Армия мира» (1933), «Настоящий человек» (1947), «Флорида номер 306» (с А. Кениновым, 1948), «Белый ангел» (1949), «Красная стрела», «Его четвёртое имя» («Конец господина Тигра», 1950), «Последняя исповедь» (1952), «Высокое напряжение» (1954), «Ветер из пустыни», «Дорога за перевал» (1955), «Во имя жизни» (с А. Михайловым, 1957, о казни супругов Розенберг) и ряда других. Пьеса «Любовь бессмертна» по роману аббата Прево «Манон Леско» была поставлена Рубеном Симоновым. Автор сценария фильма «Честь» (1938).
Умер 17 марта 1958 года в Москве в возрасте 50 лет. Похоронен на Донском кладбище (уч. № 4).

## Книги
- Настоящий человек (пьеса в одном действии). Москва, 1947.
- Его четвёртое имя (Конец господина Тигра, пьеса в одном акте). Москва: Государственное издательство архитектуры и градостроительства, 1950.
- Высокое напряжение: одноактные пьесы. Москва: Советский писатель, 1959.